# Ruswil
Ruswil (toponimo tedesco) è un comune svizzero di 7 305 abitanti del Canton Lucerna, nel distretto di Sursee.

## Geografia fisica
Il territorio di Ruswil si estende nell'valle della Rot.

## Monumenti e luoghi d'interesse
- Chiesa parrocchiale cattolica di San Maurizio, eretta nel IX-X secolo, ampliata nel XVII secolo e ricostruita nel 1782-1789[3].

## Società

### Evoluzione demografica
L'evoluzione demografica è riportata nella seguente tabella:
Abitanti censiti

## Geografia antropica

### Frazioni
Le principali frazioni di Ruswil sono:
- Etzenerlen
- Rüediswil
- Sigigen
- Werthenstein-Unterdorf
- Ziswil

## Economia
L'economia locale si basa prevalentemente sul settore terziario.

## Infrastrutture e trasporti

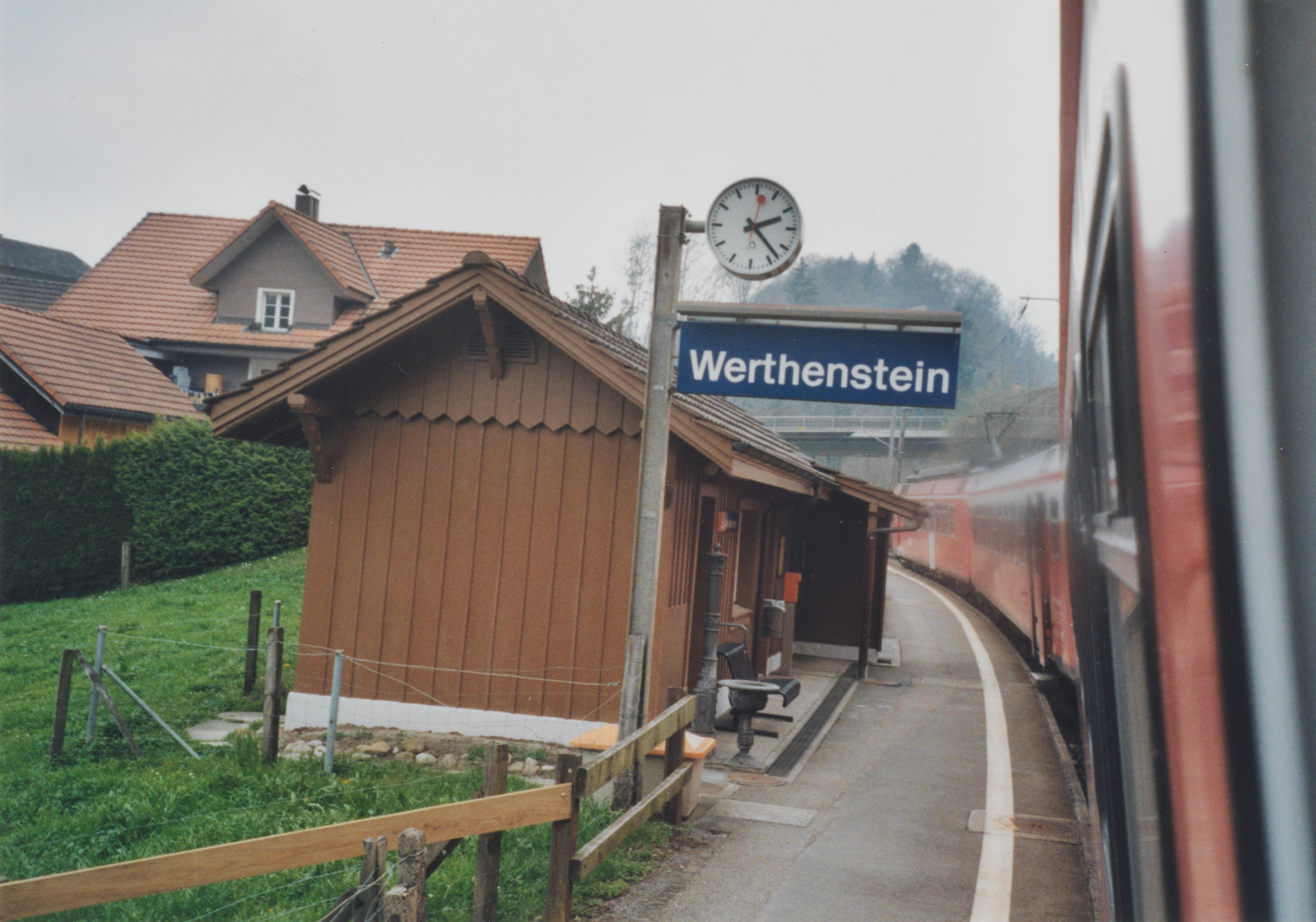
La stazione di Werthenstein

Ruswil è servito dalla stazione di Werthenstein delle Ferrovie Federali Svizzere, sulla linea Berna-Lucerna (linea S6 della rete celere di Lucerna).